# Tostegylet
Tostegylet är en sjö i Karlshamns kommun i Blekinge och ingår i Mörrumsåns huvudavrinningsområde.